# 史蒂芬妮·索科林斯基
史蒂芬妮·索科林斯基（Stéphanie Sokolinski）（1985年10月26日—），她的藝名為Soko，是法國創作型歌手，音樂家和演員。
有一個六歲的兒子(與其母同姓)，孩子出生後瑪當那在IG留言恭喜

## 生平
2007年，史蒂芬妮·索科林斯基在丹麥發表單曲。
她的首張專輯《I Thought I Was an Alien》於2012年2月發行。
2014年，史蒂芬妮·索科林斯基的歌曲《We Might Be Dead by Tomorrow》，在Tatia Pilieva的短片初吻中出現。

## 外部連結
- 官方网站
- Soko在互联网电影资料库（IMDb）上的資料（英文）
- Stéphanie Sokolinski: Filmographie（页面存档备份，存于） on allocine.fr